# Karl Friedrich Werner (Pfarrer, 1806)
Karl Friedrich Werner  (* 6. Oktober 1806 in Tübingen; † 18. Januar 1876 in Kirchheim/Neckar) war ein lutherischer Pfarrer und Pietist sowie Übersetzer und Bearbeiter von Schriften Johann Albrecht Bengels.
Werners Vorfahren stammen aus Balingen. Sein Vater, Philipp Heinrich Werner (1760–1822), unterrichtete als Präzeptor in Tübingen. Dort studierte Werner Evangelische Theologie (1824–1828), ehe er als Vikar an verschiedenen württembergischen Orten wirkte. 1839 wurde er endlich Pfarrer und fand in den folgenden Jahren in Spiegelberg, Eglosheim, Kirchenkirnberg, Hohengehren sowie in Kirchheim am Neckar seine Wirkungsstätten. Er war pietistisch gesinnt und gehörte der theologisch-konservativen Erweckungsbewegung des 19. Jahrhunderts an.
Werner trat besonders als Bearbeiter einiger Schriften des Pietistenhaupts Johann Albrecht Bengel hervor. Vor allem widmete er sich dessen Hauptwerk, dem lateinischen Gnomon Novi Testamenti (1742 u.ö.), das er ins Deutsche übersetzte (2 Bde., 1853/54). Gegenüber dem Original tritt in seiner Übertragung der wissenschaftliche Aspekt zurück, es überwiegt das erbaulich-pietistische Moment. Biblizistisch gesinnt, solle der Leser, so Werners Hoffnung, mittels seines Werks „immer mehr“ in die „heilige Schrift […] hineingeleitet“ werden. Das Werk erschien auch in Auszügen und erlebte bis 1970 acht Auflagen.
Darüber hinaus edierte er Bengels Schatzkästlein (1860), eine aus dem Gnomon gewonnene Richtschnur für das geistliche Amt, die auch ins Schwedische übersetzt wurde. Zwei Jahre später erschien die gekürzte Neuausgabe von Bengels Evangelienharmonie (1736 u.ö.).
Werner stand bereits zu Lebzeiten eher im Hintergrund, nach seinem Tod geriet er völlig in Vergessenheit. Nicht selten werden bis heute seine Werke seinem gleichnamigen Vetter, dem Fellbacher Pfarrer (vgl. Karl Friedrich Werner), irrtümlicherweise zugeschrieben.

## Werke
- Dr. Johann Albrecht Bengels Gnomon oder Zeiger des Neuen Testaments. […] In deutscher Sprache hrsg. von C.F. Werner, Pfarrer in Kirchenkirnberg im Königreich Württemberg. [mit Vorwort vom Prälaten Sixt Carl Kapff], 2 Bde. Stuttgart 1853/1854 (mehrere Auflagen, letzte Ausgabe: 8. Aufl. 1970); dass. als Auszug: Dr. Johann Albrecht Bengels Kleiner Gnomon. Basel u. Ludwigsburg 1866 u.ö.
- Dr. Johann Albrecht Bengels Schatzkästlein zur Führung des geistlichen Amts. Nach dessen Gnomon des Neuen Testaments. Ludwigsburg 1860; schwedisch, 1874.
- Harmonie der vier Evangelisten nach Bengels deutschem Neuen Testament. Ludwigsburg 1862.